# Aileen Palmer
Aileen Palmer (6 de abril de 1915 – 21 de diciembre de 1988) fue una poetisa y diarista británica australiana. Trabajó como intérprete durante la Guerra civil española para un hospital móvil y más tarde en una unidad de ambulancias en Londres durante el Blitz. Con un historial de haber sido institucionalizada por para varios trastornos mentales, sus diarios documentan su exploración de su propia sexualidad y enfermedad mental. Entre sus artículos se encuentran muchas novelas inéditas y una compilación autobiográfica, que forman una colección notable para que los académicos evalúen tanto las identidades de género como las enfermedades mentales en su época.

## Primeros años

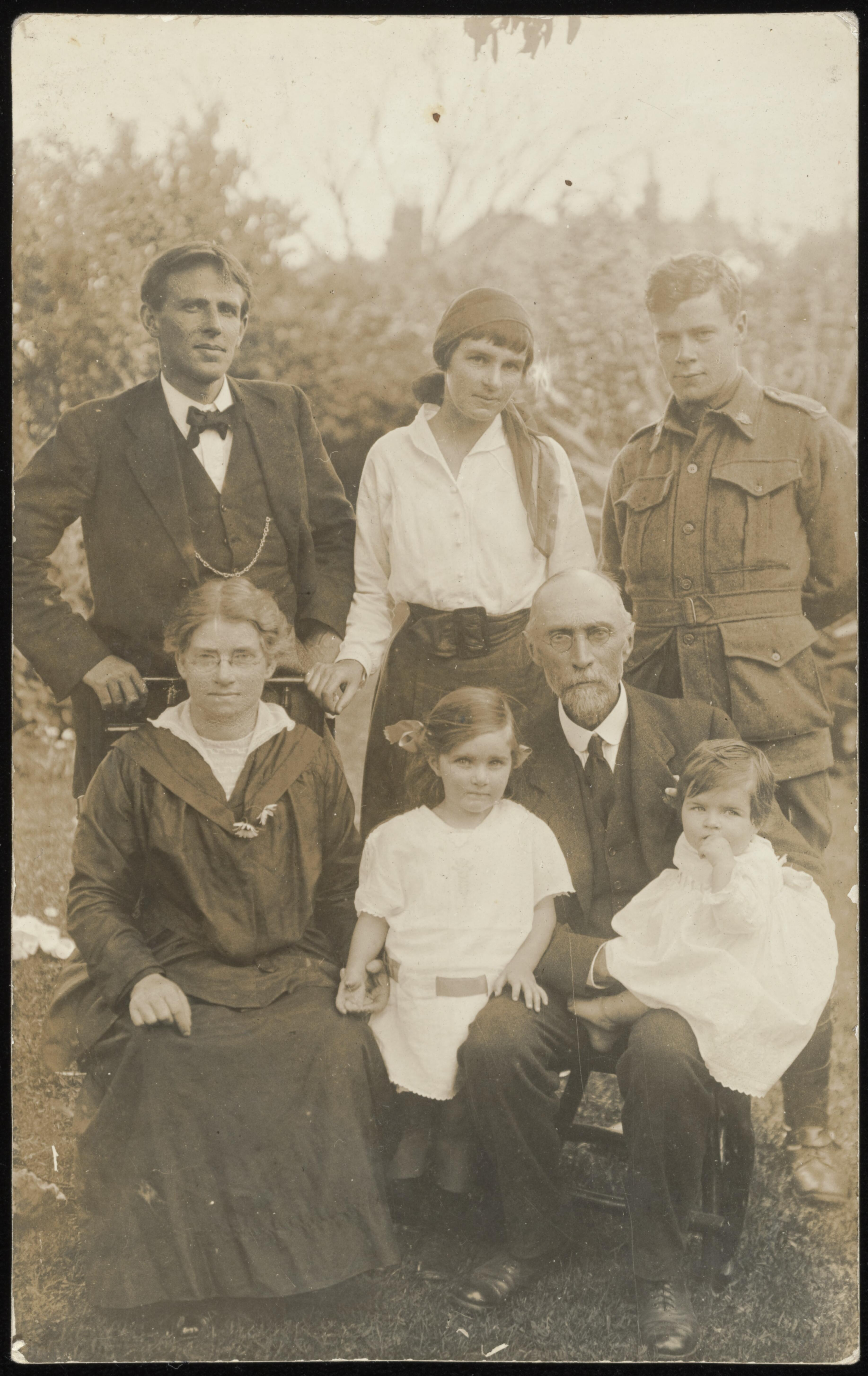
Palmer en 1918 (fila inferior, segunda desde la izquierda) con sus padres, sus abuelos maternos, su hermana Helen y su tío Esmonde.

Aileen Yvonne Palmer nació el 6 de abril de 1915, en Londres, hija de dos de las figuras literarias más notables de Australia, Nettie (nacida Janet Gertrude Higgins) y Edward Vivian Palmer, conocido como Vance. A los seis meses de su nacimiento, los padres de Palmer habían regresado a su Australia natal, estableciendo su casa en las cordilleras de Dandenong, cerca de Melbourne.  En 1917, nació su hermana Helen y las dos niñas comenzaron su educación en casa, bajo la enseñanza de su madre. En la década de 1920, la familia se mudó a Caloundra en el sureste de Queensland, donde Nettie continuó su educación. Fue descrita como una niña tímida, que tenía miopía y era zurda. 
En 1929, la familia se mudó a Melbourne, y Palmer se matriculó en el Presbyterian Ladies' College. Completó su educación, estudiando francés, alemán, español y ruso, graduándose de la Universidad de Melbourne con honores de primera clase en lengua y literatura francesas en 1935.  Mientras estaba en la escuela, alrededor de 1931, comenzó a escribir una novela autobiográfica, Poor Child—a Posthumous Novel,  en la que habla de su torpeza, así como sus enamoramientos con varios maestros.También escribió sobre un libro de psicología sobre las inversiones sexuales, que uno de sus maestros le había dado para leer. Su diario de 1932 también relata las relaciones y actividades de un grupo de mujeres jóvenes, que Palmer llama "la pandilla" ("the mob"). Aunque aparentemente fue escrito como un diario privado, comentarios de otros miembros de este grupo indican que probablemente era un documento abierto, al menos para las demás del círculo. Escrito en código, usando abreviaturas y términos poco comunes, las mujeres parecen haber estado emocionalmente conectadas y compartían un interés en la lectura, la escritura de música y poesía, así como la intimidad física compartida.

## Estancia europea
Palmer comenzó a trabajar como activista antes de graduarse de la universidad. Se inscribió en el Partido Comunista de Australia en 1934 y trabajó en la campaña de inmigración para Egon Kisch. Poco después de su graduación, viajó con su familia a Londres y participó en mítines antirracistas. Viajó a Viena, donde pasó tres meses traduciendo obras de Helene Scheu-Riesz, antes de trasladarse a España. En 1936, se comprometió como traductora para la Olimpiada Popular planeada, pero el evento fue eludado por el inicio de la Guerra Civil Española. En ese momento, Palmer vivía en una casa alquilada cerca de Barcelona por sus padres en Mongat. Cuando ocurrió el golpe de Estado, ella y su familia fueron evacuados a través de Marsella a Londres. Al no querer irse, Palmer se separó de sus padres en Francia, se puso en contacto con su amiga Isabel Brown, que trabajaba en los círculos comunistas de Londres, y se unió a una unidad médica británica. Originalmente contratada como mecanógrafa, se desempeñó como secretaria e intérprete en España durante los siguientes dos años. 
Trabajando en el frente de batalla desde agosto de 1936 hasta mediados de 1938, Palmer cabalgó con conductores de ambulancias y mantuvo registros de los heridos, enviando informes de lesiones y muerte a la oficina central de guerra.  Durante la Batalla de Brunete, los combates fueron intensos y el hospital de campaña estuvo cerca de la acción, lo que llevó a Palmer a sentirse deprimida e inestable. Pidió licencia, que finalmente se concedió en agosto de 1937. Aunque sus padres la instaron a permanecer en Inglaterra, Palmer regresó a España al mes siguiente, donde se unió a la 35a División Hospitalaria en Aragón. En diciembre, la unidad estaba en Teruel, en temperaturas bajo cero, con escasez de alimentos y suministros e intensos combates, retiro y recaptura. Finalmente, el personal médico fue evacuado y devuelto a un hospital médico de Barcelona. Cuando las tropas franquistas dividieron España por la mitad, en mayo de 1938, Palmer regresó a Londres. Trabajó para el Comité Conjunto Nacional de Socorro Español hasta 1939, distribuyendo folletos, llevando a cabo eventos de publicidad y asistiendo a mítines. Escribió una novela, Last Mile to Huesca sobre su tiempo en España, aunque permaneció inédita.
Cuando la guerra terminó, Palmer fue a Francia y trabajó en los campos de refugiados, escribiendo informes sobre el pueblo español. Luego regresó a Inglaterra y trabajando a través de The Blitz sirvió en el Servicio auxiliar de ambulancias como conductora en Stepney durante la guerra hasta 1943.  En ese momento, comenzó a trabajar en Australia House y permaneció hasta que fue convocada de vuelta a Australia debido a la enfermedad de su madre.

## Regreso a Australia
En 1945, respondiendo a un cable de su hermana sobre el derrame cerebral de su madre, Palmer regresó a Melbourne, aunque tuvo que despedirse de una mujer de la que su diario indica que estaba enamorada. Ella encontró el regreso difícil, aunque continuó tratando de escribir, publicando artículos en revistas como Meanjin, Overland y The Realist. En 1948, tuvo un aviso a causa de seguir alimentando sus esfuerzos para seguir escribiendo a un ritmo frenético con alcohol y benzedrina. Fue hospitalizada por primera vez en una mansión conocida como "Alenón" en Malvern, donde fue tratada por el Dr. Reginald Ellery. Ellery sometió a Palmer a un tratamiento que se estaba probando en Viena para esquizofrénicos e introvertidos. Ellery le dio a Palmer una serie de inyecciones de insulina para inducir el coma, seguidas de una serie de inyecciones de glucosa para revivirla, con la esperanza de que el choque a su sistema la devolviera a su antiguo yo. Además de tres meses de tratamiento con insulina-glucosa, Palmer se sometió a una terapia de choque electroconvulsivo. Escribió sobre el proceso y su relación con su madre y su hermana, que fueron las que la cometieron en un manuscrito inédito, El peregrino del siglo XX. 
En 1957, publicó una colección mimeografiada de poemas llamada Dear Life y ese mismo año, viajó como activista por la paz a China y Japón. Pero al año siguiente, después de un período maníaco, fue internada involuntariamente en el Asilo de Sunbury. Durante esta estancia, su hermana Helen quemó algunos de los papeles de Palmer, llamándola escribir "drivel", aunque la perspectiva de Helen sobre el valor de la escritura difería de los editores. Alrededor de la misma época, Helen llamó a una pieza, Song for a Distant Epoch, publicada por Meanjin, incoherente, cuando en realidad era un lamento modernista sobre la amenaza de la aniquilación nuclear.  El poeta, David Martin, apodó a Palmer como la poeta de la talentosa familia Palmer y escribió, las razones de su tragedia fueron "la guerra en España, su fracaso para escapar de la constelación de Palmer, y su sexualidad". En 1959, Palmer publicó traducciones en Hanoi de Tou, el disidente vietnamita de su francés original. También publicó en Vietnam una traducción del francés de los diarios de la prisión de Ho Chi Minh en 1962. En 1964, World Without Strangers?, un volumen de poemas originales fue publicado en 1964, pero su novela autobiográfica, Pilgrim's Way nunca fue publicada.

## Sexualidad y enfermedad mental
Palmer ha sido identificada por algunos eruditos como lesbiana y por otros como no binaria, o posiblemente transgénero, como se entiende actualmente, debido a sus escritos que transmiten que tenía problemas para identificarse como mujer.  Escribió sobre querer ser un niño en su infancia y aunque reconoció que había tenido relaciones lésbicas, también reflexionó que había nacido en el cuerpo equivocado. Debido a sus largos períodos de institucionalización, se refiere a sus alianzas lésbicas como "incidentes", por lo que es difícil determinar si tenía un deseo genuino, o si sus propios pensamientos habían sido moldeados por la terapia. Está claro que Palmer se consideraba una forastera, publicando poesía bajo el seudónimo de Caliban, un personaje de La Tempestad de Shakespeare.
El archivo también pone en tela de juicio cómo separa la realidad de la ficción, ya que, por ejemplo, el manuscrito autobiográfico de Palmer Pilgrim's Way, existe en más de 20 versiones repartidas por toda la colección, con el mismo evento contado con variaciones de los mismos hechos, o con versiones totalmente nuevas. En algunas versiones, como en sus cartas, Palmer emplea un alter ego conocido como Moira Y. Pilgrim, pero es difícil determinar si uno es un personaje ficticio u otra manifestación de sí misma. Es difícil saber si las muchas versiones fueron escritas para de alguna manera apaciguar a su familia, que había quemado una parte de sus documentos durante una hospitalización, pero ella comenzó a enviar versiones a amigos después de ese incidente, tal vez para "protegerlos" de otro incidente de este tipo. 
Al igual que con el diario de 1932, escrito mientras estaba en la universidad, los diarios posteriores de Palmer usan código, o eliminan nombres, posiblemente porque teme que alguien pueda leerlos. En sus diarios de Londres, relata una relación con una mujer "B" que puede haber continuado durante un período de cinco años. En dos versiones diferentes de Pilgrim's Way, Palmer escribe que dejó su corazón en Inglaterra durante la guerra y en la otra dice que dejó pedazos de su corazón por toda Europa. La diferencia significativa entre las versiones pone en tela de juicio si la segunda versión era una narración autocensurada por haber sido demasiado específica en la primera versión. En otra versión, nombra a su amante como Harry, cambiando el género y la desdibujación que podría ser el hecho y que podría ser la interpretación ficticia de la historia.
En la misma línea, la naturaleza de su enfermedad no es clara. En algunas descripciones, como una dada por su hermana Helen, Palmer es etiquetada como maníaco-depresiva. En sus propios escritos, relata síntomas como los descritos por personas que sufren de trastorno de estrés postraumático, obsesionándose con las muertes que encontró en España y los bombardeos en Londres.  Es igualmente posible que el "drivel" quemado por su hermana Helen, fuera escrito tratando de lidiar con los traumas que Palmer había experimentado en su vida.

## Muerte y legado
Palmer murió el 21 de diciembre de 1988 en Ballarat East en un centro psiquiátrico y fue enterrada en el cementerio local. Sus documentos y manuscritos inacabados fueron donados a la Biblioteca Nacional de Canberra de Australia y contienen diarios, cartas, discursos, así como manuscritos inéditos. Los archivos han proporcionado una gran cantidad de materiales a los eruditos que dan una idea y al mismo tiempo oscurecen la historia de Palmer. Como escribió la historiadora Sylvia Martin, "su enfermedad y su tratamiento afectaron su subjetividad, pero el contexto de su vida afectó su política y su escritura y, de hecho, su enfermedad. Además, las narrativas circulantes relacionadas con la guerra, la poesía, la locura, el género y la sexualidad existen en una relación dinámica con su escritura y comportamiento, que a su vez se convirtió en parte de su diagnóstico y tratamiento. Es una telaraña enredada". En 1988, una biografía fue escrita por la historiadora Judith Keene sobre Palmer y en 2016 Sylvia Martin publicó Ink in her Veins: The Troubled Life of Aileen Palmer para recuperar la historia no contada del servicio militar de Palmer, el lesbianismo y la vida problemática.